# پروتستانتیسم

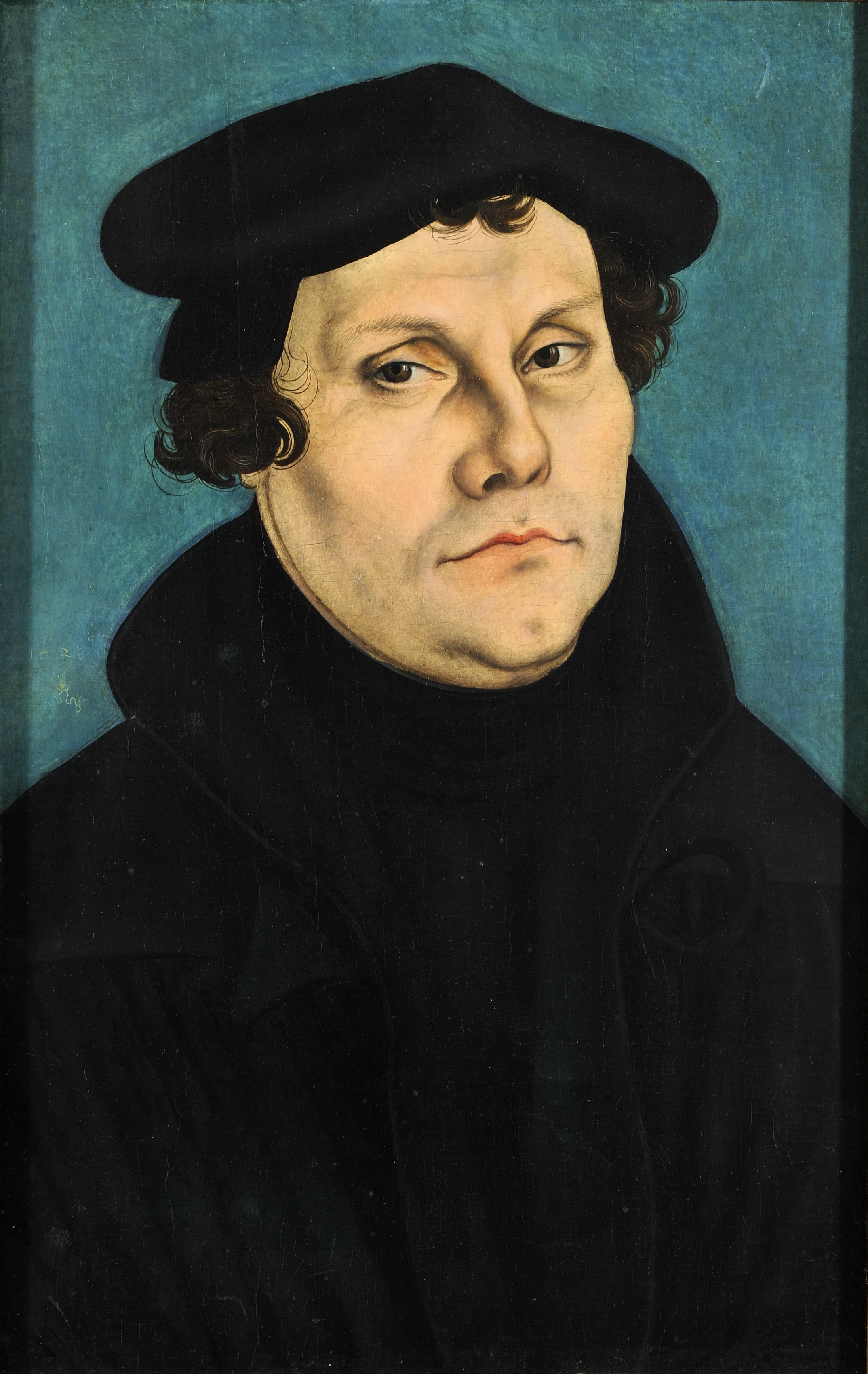
مارتین لوتر

پروتستان (به فرانسه: protestant) شاخه‌ای از مسیحیت است که مبانی آن نخستین بار توسط مارتین لوتر مطرح شد. پروتستان‌ها امروزه بیشتر در شمال اروپا و آمریکای شمالی سکونت دارند. پروتستان در زبان فرانسه به معنی معترض و مخالف سرسخت است و به این دلیل به پیروان مکتب دینی پروتستانیسم گفته می‌شود که آنها در مقابل شماری از قوانین کلیسای کاتولیک روم ایستادند.

## تاریخچه
در سال ۱۵۲۹ شاهزاده‌های آلمانی طرفدار دو مکتب کلیسای روم و کلیسای لوتران در دومین جلسه معروف به «Diet of Speyer» گرد هم آمدند. فردیناند شاهزاده اتریش با کمک اکثریت کاتولیک موفق به اجرای طرحی شد که براساس آن هرگونه تغییرات 'دیگر' در قانون اساسی دینی ایالات ممنوع شد. همچنین طبق این طرح تمامی حقوق ملکی و امور عبادی در مناطق پروتستان به کاتولیک‌ها واگذار می‌شد، درحالی که پروتستان‌ها در ایالات کاتولیک از چنین حقی محروم بودند. شاهزاده‌های شش ایالت و چهارده شهر آزاد طرفدار کلیسای لوتران که توان وتو کردن این تصمیم را نداشتند، 'اعتراض نامه' معروف خود را تدوین کردند. آنها در ۱۹ آوریل این اعتراض‌نامه را به امپراتور کارل پنجم، برادر فردیناند، تقدیم کردند و با این اقدام لقب برجسته پروتستان را برای خود به ارمغان آوردند، که از آن زمان تا کنون بخش عمده‌ای از عالم مسیحیت را به خود جذب کرده‌است. در آغاز سده ۲۱ (میلادی) شمار پیروان مکتب پروتستانیسم به ۳۵۰میلیون نفر می‌رسید.

## انشعاب
پروتستانتیسم یکی از سه شاخهٔ اصلی مسیحیت است، که ریشه در اصلاح‌گرایی قرن ۱۶ دارد و پیروان آن از کلیسای کاتولیک روم یا ارتدکس شرقی پیروی نمی‌کنند. اصول اعتقادی فرقه‌های مذهبی پروتستان به‌طور قابل توجهی باهم متفاوت است، اما همهٔ آنها بر این تأکید دارند که در توضیح مسایل اعتقادی رهنمودهای انجیل در اولویت قرار دارد؛ رحمت الهی از طریق ایمان و نه از طریق اعمال توجیه می‌شود؛ و همین‌طور همه مؤمنان در مقام کشیش هستند.

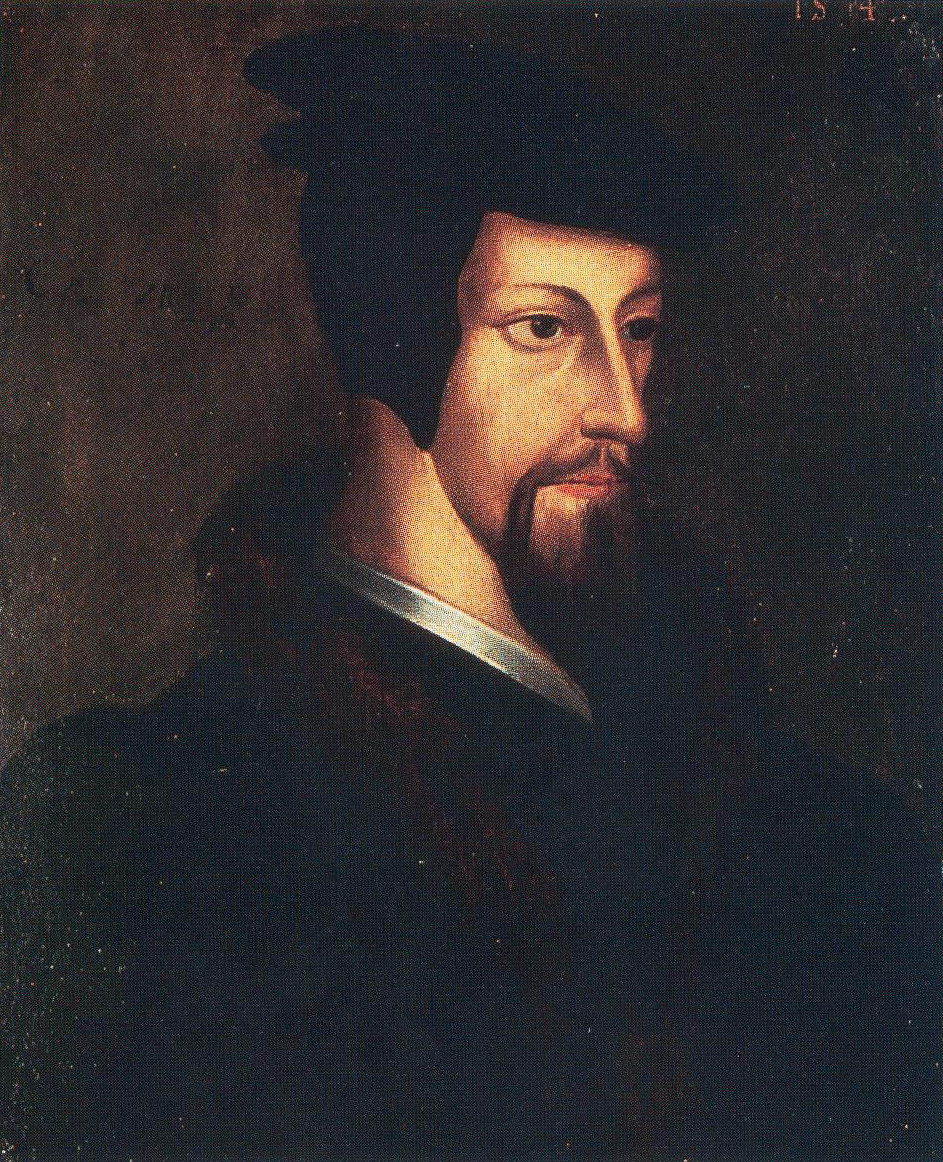
ژان کالون، پایه‌گذار کلیسای کالونی

مکتب پروتستان دستور العمل‌های خود را مستقیماً از کلام خدا استخراج می‌کند، و در عبادت نیز رابط آنها با خدا، که کمال بخشش است، تنها مسیح است؛ در حالی که پیروان کلیسای کاتولیک روم از تعالیم کلیسای خود پیروی می‌کنند، و در عبادت نیز از طریق توسل به مریم عذرا و قدیسان به راز و نیاز با مسیح می‌پردازند.
سه اصل اساسی همهٔ شاخه‌های پروتستانتیسم از این قرارند:
1. کتاب مقدس تنها سرچشمه تعالیم است و مؤمنان هیچ نیازی به وحی و الهام اضافی و اصول اعتقادی جدید که مغایر کلام مقدس خدا باشد، ندارند؛
2. نجات و رستگاری در دنیای بعد از مرگ تنها از طریق فیض خدا (و نه اعمال ما) حاصل می‌شود؛
3. همه مؤمنان در مقام کشیش هستند و می‌توانند کتاب مقدس را بخوانند و تفسیر کنند.

اصلاح‌گرایی مارتین لوتر پایهٔ شاخه‌های متعدد مذهب پروتستان است. شاخه‌های اصلی کلیسای پروتستان عبارت‌اند از:
1. کلیسای لوتری: براساس نظریات مارتین لوتر تأسیس شد و بیشتر پیروان آن در آلمان و کشورهای اسکاندیناوی ساکن‌اند؛
2. کلیسای کالونی: بر مبنای نظرات ژان کالون الهی‌دان سوئیسی و اصلاح‌گرایان رادیکال‌تر نظیر اولریش تسوینگلی تأسیس شد؛
3. کلیسای باپتیست: وجه بنیادین و اصلی کلیسای باپتیست این است که تعمید نوزادان یا خردسالان نزد آنها مطلقاً مورد پذیرش نیست و فرد تعمیدگیرنده باید به هنگام رسیدن به بلوغ فکری و نیل به ایمانی شخصی به مسیح، غسل تعمید بگیرد. به همین دلیل است که پیروان این مذهب را «باپتیست» یعنی تعمیدیون نامیدند؛
4. کلیسای متدیست: بر مبنای نظریات جان وزلی و برادرش تأسیس شد؛
5. کلیسای پنطیکاستی: این شاخه تأکید خاصی بر تجربهٔ شخصی مستقیم خدا از طریق تعمید روح‌القدس، چنان‌که در انجیل از روز پنطیکاست بیان شده‌است، دارد.

شاخهٔ مهم دیگری از مکتب پروتستانیسم که کلیسای انگلیس و کلیسای اسقفی نمونه بارز آن هستند، در قرن ۱۶ در انگلستان ظهور کرد. این فرقه اکنون از نظر الهیات و ارکان پرستش بیش از سایر فرق پروتستانیسم به کلیسای کاتولیک نزدیک است. پیروان شاخهٔ انگلیکان در طیفی کاتولیکی-پروتستانی قرار دارند. برخی از پیروان انگلیکان، کاتولیک و برخی پروتستان و عده‌ای هم بین این دو قرار دارند؛ به همین علت آنها را مسامحتاً (و نه دقیقاً) پروتستان می‌نامند.

## مارتین لوتر
متولد ۱۴۸۳ میلادی، در آیلبرن، ساکسونی آلمان، از شخصیت‌های کلیدی مکتب پروتستانتیسم بود و امروزه مسیحیان پروتستان بر این باورند که «مارتین لوتر» آنها را از اسارت کلیسای روم نجات داد. با این حال او تنها نصف راه را رفت.زیرا دوست و همکار وی «فیلیپ ملانگتون» و استادش «فون کارل استات» از کسانی بودند که فعالانه راه لوتر را ادامه می‌دادند. آنها در اثر تهدیدات موجود مجبور شدند به سوئیس فرار کنند و در آنجا شروع به نوشتن چند کتاب کردند که بعدها به نوشته‌های اورلاموند معروف شد. آنها در این آثار مباحثی را ترویج کردند که به گفته آنها «مارتین لوتر» در انتشار آن کوتاهی کرده بود.
«مارتین لوتر» بیشتر به این خاطر مشهور است که انجیل را از دست کلیسای روم نجات داد. او تا جایی که امکان داشت تعلیمات انجیل را از تصرفات و تحریفات آنهایی که خود را مظهر تقوی الهی می‌دانستند پاک کرد. گفتنی است لوتر دیدگاه‌های ضدّ یهود داشت. او دو کتاب که بیانگر دیدگاه‌های یهودی‌ستیزی اوست نوشته‌است. اولین کتاب مقاله‌ای است به‌نام «دربارهٔ یهودیان و دروغهای آنان». کتاب دوم «از نام غیرقابل فهم و نسل مسیح» است. هر دو این کتابها در سال ۱۵۴۳ و کمی قبل از مرگ لوتر چاپ شده‌اند.

## دیگر اصلاح‌گران پروتستان

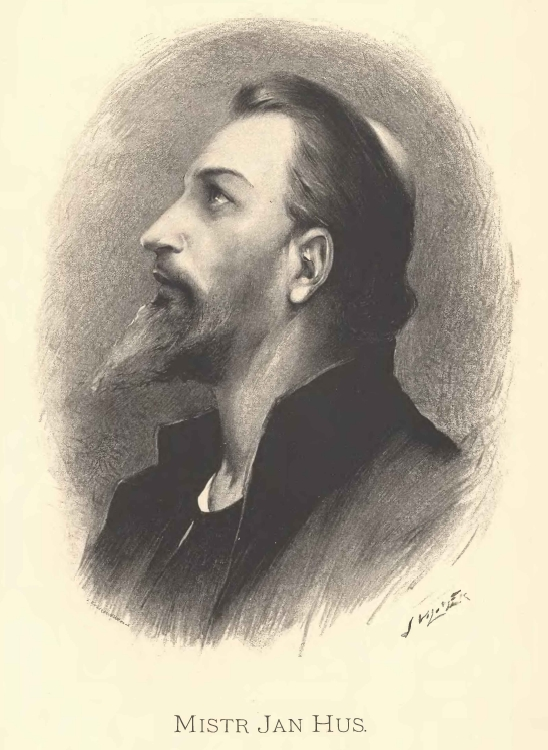
یان هوس

### یان هوس
یان هوس اهل پراگ، متولد ۱۳۷۰، او در دانشگاه به مطالعه آثار وایکلیف (Wycliffe) پرداخت، و با آنکه همه تفکرات دینی وی را قبول نداشت، هر دوی آنها از این اقدام کلیسا که خود را به تعالیم کتب مقدس منسوب می‌کرد سخت برآشفته بودند و به همین خاطر به مخالفان سرسخت قدرت پاپ مبدل شدند. وی عاقبت به دلیل مخالفت با پاپ به مرگ در آتش (۶٫۷٫۱۴۱۵) محکوم شد.

### جروم
اهل پراگ، متولد ۱۳۶۵ میلادی، که علیه فساد اخلاقی کشیش‌ها جنگید.

### توماس بیلنی
بیلنی متولد ۱۴۵۹ در نورویچ انگلستان، که یک اصلاحگر نه چندان نامدار انگلیسی است. او از کالج ترینیتی دکترای حقوق گرفت و در سال ۱۵۱۹ به عنوان کشیش فعالیت مذهبی خود را رسماً آغاز کرد. او نیز همانند لوتر بر این باور بود که اعمال نیک به تنهایی کسی را نجات نخواهد داد.

### توماس کارترایت
رهبر فرقه پاکدینان (پیوریتن‌ها) بود. این فرقه از پروتستانهای انگلستان بودند که زمان ملکه الیزابت علیه سنن مذهبی قیام نمودند و طرفدار سادگی در نیایش بودند. فرقه پاکدینان از وضعیت آن زمان اور در کلیسای انگلستان راضی نبود؛ آنها مشتاقانه در صدد این بودند که اصلاحات پروتستانی را در سطح وسیعتری اجرا کنند. در سال ۱۵۶۹، کرسی الهیات دانشگاه کمبریج را به دست آورد. هنگامی که ملکه انگلستان به عنوان رئیس کلیسای انگلیس انتخاب شد، شکل عبادت را اصلاح کرد که اجازه می‌داد واعظان تنها کلاه چهارگوش، خرقه، گردن پوش، یا ردای کتانی بپوشند. در مارس ۱۵۶۶ علمای دینی لندن مجبور شدند که لباس اجباری را بپوشند. از تعداد ۱۱۰ کشیش، ۳۷ نفر اعتراض کرند، و همین باعث شد بسیاری از کلیساها خالی بماند.

## پروتستان‌های بنیادگرا
این فرقه در فاصله ۱۹۱۰ تا ۱۹۱۵ شکل گرفت، این گروه بر حقیقتی که در معنای تحت‌الفظی انجیل وجود داشت تأکید داشتند. بعد از محاکمه اسکوپز که به محاکمه میمون معروف شده‌است، پروتستانهای بنیادگرا آشکارتر عقاید خود را ترویج کردند و خود را از مسیحیت لیبرال متمایز کردند.
محاکمه میمون که در سال ۱۹۲۵ در دیتون در ایالت تنسی ایالات متحده آمریکا صورت گرفت، یک معلم به خاطر تدریس تئوری تکامل تدریجی داروین که مغایر با قوانین ایالتی بود به پرداخت ۱۰۰ دلار جریمه محکوم شد.

## نتایج اجتماعی

### تجددطلبی
به‌طور کلی، جنبش اصلاح دینی باعث بیداری دامنه‌دار شد و مردم را به‌تحصیل علم و آزادی و مساوات و حکومت ثابت و فعالیت و تولید ثروت و ترقی‌خواهی و تجددطلبی راهنمایی و تحریک کرد و در نقاطی که طریقت پروتستان پذیرفته شد، چون هلند و انگلستان و اسکاندیناوی و اسکاتلند و ایرلند شمالی و قسمتی از آلمان و کانادا و امریکای شمالی، شوق و اشتیاق خلق به دین افزون شد و سطح اخلاق بالا رفت و در تمام شئون پیشرفت کلی حاصل شد، حال‌آنکه ممالک کاتولیکی چون ایتالیا و اسپانیا و امریکای جنوبی همچنان متأخر ماندند و حکومتشان دستخوش حوادثی گردید که تا سده‌ها آثارش هویدا بود.

### آموزش‌وپرورش رایگان
از لحاظ فرهنگی، مهم‌ترین و بزرگ‌ترین نتیجهٔ جنبش دینی این بود که اولاً آموزش ابتدایی را برای همهٔ مردم فراهم کردند؛ ثانیاً برای همین مقصود زبان مادری را به‌جای زبان لاتین آموختند و، بدین‌ترتیب، زمینهٔ آموزش اجباری کنونی را آماده کردند. برای نمونه، نخستین‌بار در تاریخ، لوتر اظهار کرد که فرهنگ و آموزش و پرورش باید به‌هزینهٔ دولت و برای همهٔ مردم ــ اعم از توانگر و درویش، پسر و دختر ــ باشد. چون پدر و مادر بیشتر نادان یا خودخواه یا گرفتار هستند، وظیفهٔ شهرداران است که وادارشان کنند تا کودکانشان را به آموزشگاه بفرستند.

### تغییر قوانین کار

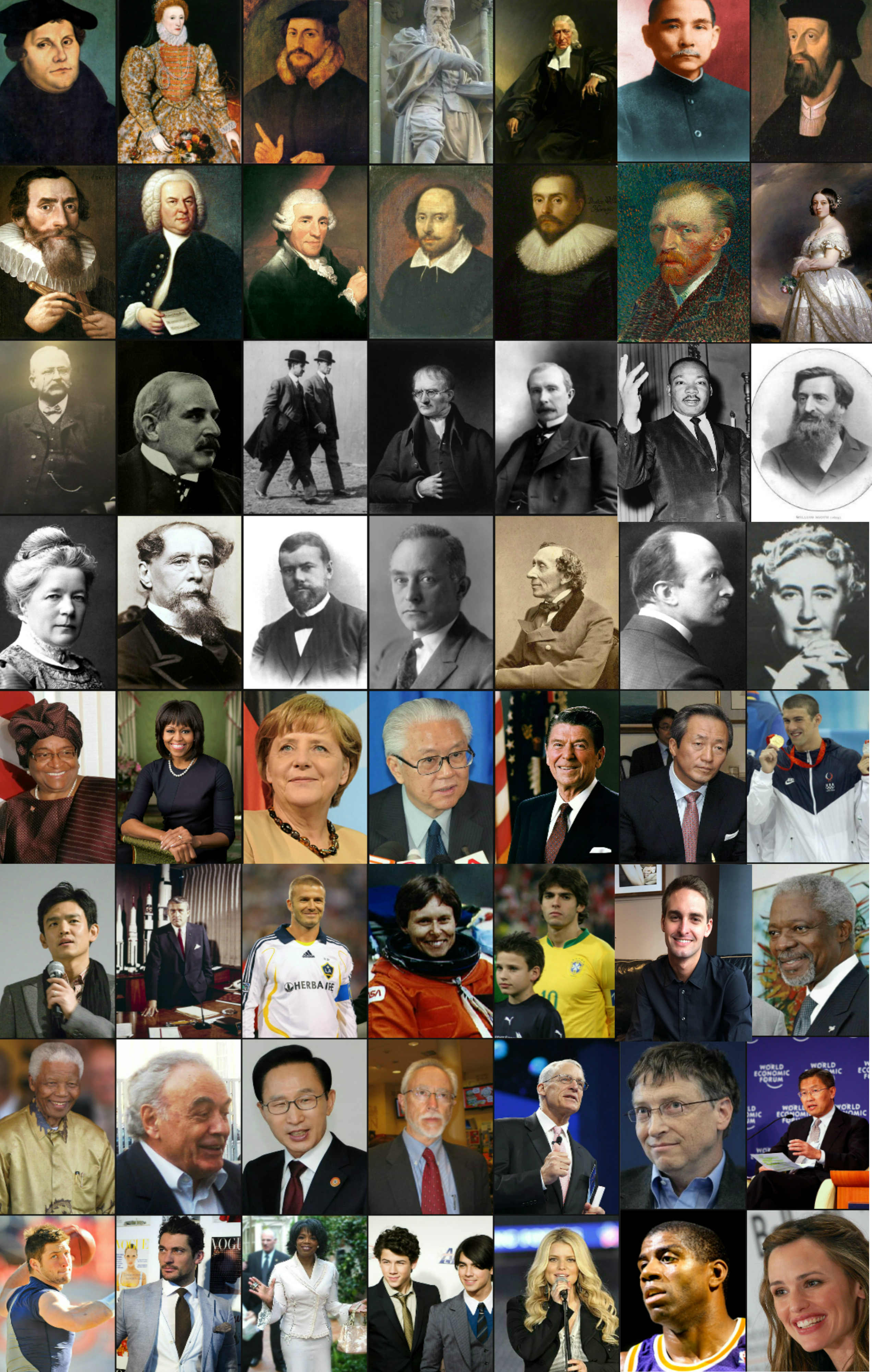
مشهورترین پروتستانتیست‌ها

در نظامِ قدیم پیش از انقلابِ فرانسه، قوانینِ کلیسا ۹۰ روز استراحت (۵۲ روز آخر هفته و ۳۸ روز تعطیل) برای کارگر تضمین کرده بود و کار کردن در چنین روزهایی اکیداً ممنوع بود. انگیزهٔ اصلی بی‌دین شدنِ بورژوازی صنعتی و تجاری، و رویگردانیِ آنها از مسیحیتِ کاتولیک همین بود. هنگامی که این بورژوازی طیِ انقلاب چیرگی یافت بلافاصله روزهای تعطیل را لغو کرد و هفتهٔ ده روزه را جانشین هفتهٔ هفت‌روزه کرد. کارگران را از یوغِ کلیسا رهانید تا آنها را بهتر به زیر یوغِ کار بکشد. نفرت از روزهای تعطیل تنها هنگامی به وضوحِ کامل پدیدار شد که بورژوازی مدرن صنعتی و تجاری سروسامان گرفت، یعنی بین سده‌ها ی۱۵ و ۱۶ میلادی.

## انتقاد از نگاهِ پروتستانتیسم به کار
مکتبِ پروتستان، که مذهبِ مسیحیِ انطباق‌یافته با نیازهای جدیدِ صنعتی و تجاریِ بورژوازی بود، به استراحتِ مردم توجه کمتری نشان داد، پروتستانتیسم، از قدیسان در آسمان خلع قدرت کرد تا اعیاد مذهبی‌شان را بر روی زمین الغا سازد. جریان اصلاحِ دینی و آزاداندیشیِ فلسفی به بورژوازیِ یسوعی اجازه دادند روزهای تعطیلی را از مردم برباید.